# Ait El Farsi
Ait El Farsi (àrab آيت الفرسي) és una comuna rural de la província de Tinghir de la regió de Drâa-Tafilalet. Segons el cens de 2014 tenia una població total de 5.754 persones.